# Shahin Abdulrahman
Shahin Abdulrahman (en árabe: شاهين عبد الرحمن‎; Sharjah, 16 de noviembre de 1992) es un futbolista emiratí que juega en la demarcación de lateral izquierdo para el Sharjah FC de la UAE Pro League.

## Selección nacional
Hizo su debut con la selección de fútbol de Emiratos Árabes Unidos el 21 de marzo de 2019 en un encuentro amistoso contra Arabia Saudita que finalizó con un resultado de 2-1 a favor del combinado emiratí tras el gol de Abdulfattah Adam para Arabia Saudita, y de Bandar Al-Ahbabi y Ali Mabkhout para Emiratos Árabes Unidos.

## Clubes
| Club       | País                   | Año   | Partidos | Goles |
| ---------- | ---------------------- | ----- | -------- | ----- |
| Sharjah FC | Emiratos Árabes Unidos | 2011- | 252      | 8     |